# Last Night
Last Night är en poprocklåt av det brittiska poprockbandet The Vamps som släpptes den 6 april 2014. Det är deras tredje singel från deras debutalbum Meet the Vamps som släpptes den 14 april samma år. 
Låten är skriven av Wayne Hector, Tom Barnes, Peter Kelleher, Ben Kohn (Barnes, Kelleher och Kohn är huvudmän i produktionsteamet TMS, de har även producerat "Last Night") och Ayak Thiik.